# Txertanovka
Txertanovka (en rus: Чертановка) és un poble de l'óblast d'Uliànovsk, a Rússia, que el 2010 tenia 435 habitants. Pertany al districte municipal de Kuzovàtovo.